# Hagen (Moselle)
Hagen település Franciaországban, Moselle megyében. Lakosainak száma 369 fő (2022. január 1.). Hagen Évrange, Basse-Rentgen és Zoufftgen községekkel határos.

## Népesség
A település népességének változása:
| Lakosok száma | 113  | 114  | 122  | 182  | 340  | 369  | 362  | 357  | 354  | 369  |
|               | 1968 | 1982 | 1990 | 2006 | 2013 | 2015 | 2017 | 2019 | 2020 | 2022 |